# Związek kompozytorów Ukrainy
Narodowy Związek Kompozytorów Ukrainy (ukr. Національна спілка композиторів України) – organizacja zrzeszająca zawodowych kompozytorów i muzykologów Ukrainy. 

## Historia
Utworzony został w 1932 roku jako Związek Muzyków Radzieckich Ukrainy na podstawie uchwały KC KPZR „O przebudowie organizacji literacko-artystycznych” w miejsce zlikwidowanego Ogólnoukraińskego Towarzystwa Muzyki Rewolucyjnej. 
Najbardziej znaną inicjatywą Związku jest festiwal muzyki współczesnej akademickiej Kijowski Festiwal Muzyki organizowany od 1991 roku przez kompozytora Iwana Karabica. 

## Podział
Organizacja podzielona jest na 10 oddziałów: Kijowski, Lwowski, Iwanofrankowski, Odeski, Krymski (w Symferopolu), Dniepropietrowski, Charkowski, Doniecki i Zakarpacki i na 5 ośrodków: Połtawski, Drohobycki, Wołyński, Mikołajowski i Ługański. Do związku należy ponad 440 osób (w tym 280 kompozytorów).